# Henry Watson Fowler
Henry Watson Fowler (1858. március 10. – 1933. december 26.) angol tanár, iskolamester, szótáríró és -szerkesztő, újságíró és az angol nyelv használatának egyik kutatója volt. Fowler állította össze az angol nyelv használatát összefoglaló A Dictionary of Modern English Usage szótárt és jelentősen hozzájárult a Concise Oxford Dictionary elkészítéséhez. A The Times szerint „a szótárírás zsenije” volt.
Tanulmányait az oxfordi egyetemen végezte, majd utána tanárként, aztán iskolamesterként dolgozott. Később Londonba költözött, ahol szabadúszó íróként és újságíróként próbált, nem sok sikerrel, megélni. 1906-tól bátyjával, Francisszel közösen nyelvtani, stilisztikai kiadványokat és szótárakat kezdtek kiadni. Bátyja 1918-as halála után egyedül fejezte be közösen elkezdett munkáikat, és a továbbiakban is szótárszerkesztő maradt.

## Élete

### Fiatalkora és tanulmányai
Fowler 1858-ban a kenti Tonbridge-ben született. Szülei Robert Fowler tiszteletes és felesége, Caroline (szül. Watson), akik eredetileg Devon grófságból származtak. Fowler apja a cambridge-i egyetem hallgatója volt, aki papi pályára lépett és tanított. Henry születésekor a Tonbridge Schoolban tanított matematikát, de a család hamarosan a közeli Tunbridge Wellsbe költözött. Henry hét gyermek közül a legidősebb volt, és apja 1879-es halála után át kellett vennie a családfő szerepét, és gondoskodnia fiatalabb testvéreiről (Charles, Alexander, Edward Seymour, Edith, Arthur, Francis és Herbert Samuel).

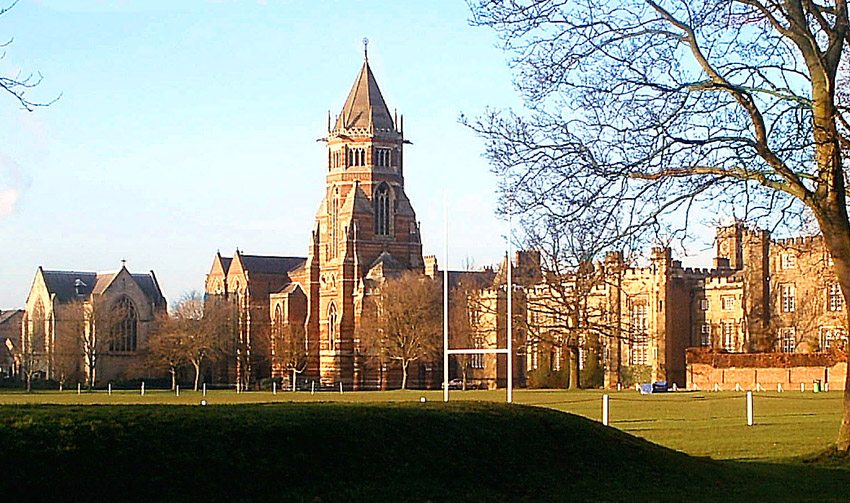
A Rugby School, ahol Fowler 1871 és 1877 között tanult

Fowler 1871-ben kezdte tanulmányait a Rugby School bentlakásos iskolában, előtte kis ideig Németországban tanult. Tanulmányai során a latinra és a klasszikus görögre koncentrált. Egy alkalommal díjat is nyert Percy Bysshe Shelley drámai költeményének, a A megszabadított Prométheusznak görögre fordításáért. Emellett a színjátszó és a vitakörben is aktívan részt vett, tanulmányai utolsó évében pedig a kollégiumának vezetője lett. Tanára, Robert Whitelaw, jelentős mértékben inspirálta pályaválasztása során, és egészen élete végéig levelezett vele.
1877-ben Fowlert felvették az oxfordi Balliol College-ba, de ott nem ért el olyan sikereket, mint a Rugby Shoolban. Diplomáját kitüntetés nélkül szerezte meg a Literae Humaniores (klasszikus irodalom) szakon. Bár egyetemi évei alatt nem vett részt a sportéletben, de itt kezdte el szokását, hogy minden reggel futott, majd a legközelebbi nyílt vízen úszott. 1881-ben hagyta el Oxfordot, de diplomáját csak 1886-ban kapta meg, miután letette utolsó vizsgáit.

### Tanári pályája

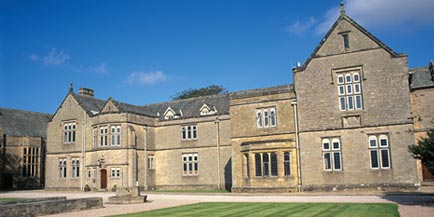
A Sedbergh School, ahol Fowler két évtizedet töltött

A Balliol College vezetőjének ítéletében bízva, aki szerint Fowlernek „természetes adottsága van az iskolamesterséghez”, Fowler ideiglenes tanári állást fogadott el az edinburgh-i Fettes College-ban. Két év után azonban délre, Yorkshire-be (ma Cumbria) költözött, és 1882-től a Sedbergh School tanára volt. Itt latint, ógörögöt és angol nyelvet tanított, előbb az elsőéveseknek, de hamarosan a végzősöknek. Tanítványai tisztelték, de nem inspirálta őket. Mivel állandóan dohányzott, hamarosan ráragasztották a "Joey Stinker" ("Bűzös Jani") gúnynevet.
A Sedbergh Schoolban Fowler testvérei közül többen is megfordultak. Charles Fowler egy ideig tanított az iskolában, az egyik beteg tanárt helyettesítette. Arthur Fowlert a Rugby Schoolból a Sedbergh-be helyezték át tanulmányai utolsó másfél évére, később itt tanított. Samuel, a legfiatalabb testvér szintén itt tanult, feltehetően azért, hogy Henry és Arthur a gondját tudják viselni, de csak egy évig maradt (és további sorsa ismeretlen).
Fowler számos életfogytig tartó barátságot kötött Sedberghben, barátai gyakran elkísérték az Alpokba tett kirándulásain. Barátai között volt Ralph St John Ainslie zenetanár és karikaturista, E. P. Lemarchand, akinek nővére később feleségül ment Arthur Fowlerhez, Bernard Tower, aki később a Lancing College vezetője lett, és George Coulton, aki Fowler első életrajzát írta.
Bár egy anglikán lelkész fia volt, Fowler ateista volt, bár nézeteit nem nagyon hangoztatta a nyilvánosság előtt. Három alkalommal is lehetett volna Sedbergh egyik vezető tanára, a harmadik alkalommal hosszan elbeszélgetett az iskola vezetőjével, Henry Harttal a poszttal járó vallási követelményekről (neki kellett volna felkészíteni a tanítványait a bérmálásra. Ez azonban Fowler elvei ellen volt, és amikor világossá vált, hogy nem tudnak kompromisszumot elérni, Fowler lemondott tanári állásáról.

### London
1899 nyarán Fowler a londoni Chelsea-ben álló házba költözött, és szabadúszó író-újságíróként, illetve az apjától maradt örökségből próbált szűkösen megélni. Első cikkét ’Könyvek, amikről azt hisszük, hogy olvastuk’ ("Books We Think We Have Read") címen publikálták 1900-ban, amelyben azt a korabeli szokást tárgyalja ki, hogy egyesek úgy tettek, mintha ismernének bizonyos könyveket – pl. Shakespeare műveit. Fowler azt vallotta, hogy ezeket a műveket „nem perzselő szeszként kell behajítani, hanem ínyenc módjára kell, mint valami jó óbort, ízlelgetni”. Egy évvel később, a rövid életű The Anglo-Saxon Review jelentette meg az "Outdoor London" c. írását, amelyben Fowler bemutatja új otthonának látványosságait és lakóit, az itt található növényzetet, a cockney tájszólást beszélőket és a londoni éjszakákat.

### Együttműködés öccsével
1903-ban Fowler Guernsey szigetére költözött, ahol bátyjával, Francis George Fowlerrel kezdett közösen dolgozni. Első közös munkájuk a görögül író asszír szónok és szatirikus író, Szamoszatai Lukianosz munkáinak fordítása volt. A Times szerint „kiemelkedő minőségű” fordítás olyan jól sikerült, hogy az Oxford University Press 1906-ban négy kötetben megjelentette. Következő könyvük a The King's English (1906) című nyelvhelyességi és nyelvtani kézikönyv volt, amelyben a kortárs szerzőket arra ösztönözték, hogy stílusuk maradjon egyszerű és közvetlen, és a szavakat valódi értelmük szerint használják. Ez a könyv – ismét a The Times szerint – „megrengette a[z angol irodalmi] világot”.
Fowler ezt követően újságcikkeiből összeállított köteteit adta ki álnéven (többek között: More Popular Fallacies (1904), Si mihi —! (1907)). 1908-ban, ötvenedik születésnapján feleségül vette Jessie Marian Willst (1862–1930). A házasság gyermektelen, de kivételesen boldog volt.
Hamarosan az Oxford University Press felkérte a Fowler testvéreket, hogy készítsék el az Oxford English Dictionary (O.E.D.) egykötetes, rövidített változatát, amelyet Concise Oxford English Dictionary címmel 1911-ben adtak ki, és azóta is folyamatosan jelennek meg az aktuális kiadásai.
A testvérek következő megbízása egy még kisebb zsebszótár elkészítésére szólt. Ezzel párhuzamosan, saját kezdeményezésükre, dolgoztak a modern angol nyelv használatát feldolgozó köteten, amelynek címe A Dictionary of Modern English Usage. Mindkét köteten 1911-ben kezdtek dolgozni, Henry Fowler elsősorban az utóbbira koncentrált, míg öccse, Francis, a zsebszótáron dolgozott.
1914-ben, az első világháború kitörésekor még egyik kötet sem készült el, de a Fowler testvérek önkéntesnek jelentkeztek a brit hadseregbe. Annak érdekében, hogy felvegyék, az akkor 56 éves Henry hazudott a korát illetően.
1916-ban őt és Francist egészségügyi okokra hivatkozva leszerelték a hadseregből, és mindketten visszatértek a szótárkészítéshez. 1918-ban Francis 47 éves korában gümőkór következtében meghalt – a betegséggel akkor fertőződött meg, amikor a nyugati fronton harcoló brit haderő kötelékében szolgált. Öccse halála után Henry és felesége a Somersetben található Hinton St. George-ba költözött, ahol folytatta öccse és saját munkáját is; a Modern English Usage című nyelvhasználati munkáját bátyja emlékének dedikálta.

### Élete alkonyán
Fowler egyik legfontosabb művének, az A Dictionary of Modern English Usage-nak ('Modern angol nyelvhasználati szótár') 1926-ban jelent meg az első kiadása. Már megjelenésekor hatalmas sikert aratott, és az egyik legfontosabb stilisztikai műnek számít az angol nyelvet beszélő országokban A The Times egykorú értékelése szerint „lenyűgöző és lebilincselő könyv”. Winston Churchill minden kollégáját utasította, hogy olvassák el. A könyv olyan sikeres volt, hogy még abban az évben háromszor újranyomták – az 1965-ös második kiadásig összesen 12-szer kellett újranyomtatni.
1922-ben, a Shorter Oxford English Dictionary eredeti szerkesztőjének halála után, Fowler segített összeállítani a szótár első kiadását.
1929-ben Fowler, saját neve alatt, ismét kiadta a korábban Si mihi—! címmel megjelent cikkgyűjteményt, If Wishes were Horses ('Ha a vágyak lovak volnának') címmel, illetve egy újabb cikkgyűjtemény Some Comparative Values címen.
1933-ban, 75 éves korában Hinton St George-ban lévő házában halt meg.

## Hagyatéka
A The King's English és a Modern English Usage napjainkban is nyomtatásban van. Az utóbbit 1965-ben Sir Ernest Gowers kiegészítette a második kiadáshoz, és Robert Burchfield dolgozta át a harmadik kiadáshoz (1996-ban jelent meg). Egy kisebb változata (Pocket edition, ISBN 0-19-860947-7), amelyet Robert Allen szerkesztett az 1996-os harmadik kiadás alapján, jelenleg online elérhető az Oxford Reference On-line Premium collection előfizetőinek.
Fowler életrajzát 2001-ben adták ki The Warden of English címen. A szerző Jenny McMorris (1946-2002), aki az Oxford University Press levéltárosa volt. A The Times szerint az könyv "elismert és aprólékosan kidolgozott életrajza a nyelvész és szótárkészítő Henry Watson Fowlernek"
A The Word Man című hangjátékot, amelyet Chris Harrald írt Fowler életéről és karrierjéről, a BBC Radio 4 2008. január 17-i adásában adták le.

## Megjelent művei

### Könyvek
- More Popular Fallacies. London: Elliot Stock, 1904.
- F. G. Fowler-el közösen: The Works of Lucian. Oxford: Clarendon Press, 1905.
- F. G. Fowler-el közösen: The King's English. Oxford: Clarendon Press, 1906.
- Sentence Analysis. Oxford: Clarendon Press, 1906.
- Si Mihi! London: Brown, Langham, 1907.
  - második kiadása If Wishes Were Horses címmel. London: George Allen & Unwin, 1929.
- Between Boy and Man. London: Watts, 1908.
- F. G. Fowler-el közösen: The King's English, abridged edition. Oxford: Clarendon Press, 1908.
- F. G. Fowler-el közösen: Concise Oxford Dictionary. Oxford: Clarendon Press, 1911 [2nd edition, 1929].
- F. G. Fowler-el közösen: Pocket Oxford Dictionary. Oxford: Clarendon Press, 1924.
- A Dictionary of Modern English Usage. Oxford: Clarendon Press, 1926.
- Some Comparative Values. Oxford: Blackwell, 1929.
- Rhymes of Darby to Joan. London: J. M. Dent & Sons, 1931.
- W. Little és J. Coulson-el közösen: Shorter Oxford English Dictionary. Oxford: Clarendon Press, 1933.

### Cikkek
- "Books We Think We Have Read". The Spectator, 1900. január 20.
- "Outdoor London". The Anglo-Saxon Review, 1901. június
- "Irony and Some Synonyms". The Gentleman's Magazine, 1901. október, 378. o
- "Quotation". Longman's Magazine, 1901. január, 241. o.
- "On Hyphens, 'Shall' & 'Will', 'Should' 'Would' in the Newspapers of Today". Society for Pure English Tract 6. Oxford: Clarendon Press, 1921.
- "Note on 'as to'". Society for Pure English Tract 8. Oxford: Clarendon Press, 1922.
- "Grammatical Inversions". Society for Pure English Tract 10. Oxford: Clarendon Press, 1923.
- "Preposition at End". Society for Pure English Tract 14. Oxford: Clarendon Press, 1923.
- "Split Infinitive, &c." Society for Pure English Tract 15. Oxford: Clarendon Press, 1923.
- "Subjunctives". Society for Pure English Tract 18. Oxford: Clarendon Press, 1924.
- "Notes on fasci, fascisti, broadcast(ed)". Society for Pure English Tract 19. Oxford: Clarendon Press, 1925.
- "Italic, Fused Participles, &c." Society for Pure English Tract 22. Oxford: Clarendon Press, 1925.
- "Ing". Society for Pure English Tract 26. Oxford: Clarendon Press, 1927.
- "Comprise". Society for Pure English Tract 36. Oxford: Clarendon Press, 1925.[25]